# KNVB-Pokal 1901/02
Der KNVB-Pokal 1901/02 war die vierte Auflage des niederländischen Fußball-Pokalwettbewerbs. Pokalsieger wurde HFC Haarlem. Das Team setzte sich im Finale gegen Titelverteidiger HBS Craeyenhout durch.

## Modus
Alle Begegnungen wurden in einem Spiel ausgetragen. Bei unentschiedenem Ausgang wurde zur Ermittlung des Siegers eine Verlängerung von zweimal 7½ Minuten gespielt. Stand danach kein Sieger fest, folgte eine weitere Verlängerung von zweimal 7½ Minuten. War danach immer noch keine Entscheidung gefallen, wurde das Spiel auf dem Platz des Gegners wiederholt. Wenn auch das drittes Spiel unentschieden endete, ging es in die Verlängerung, bis ein Tor fiel.

## 1. Runde

### Distrikt Nord
| Datum      |                      | Ergebnis |                        |
| ---------- | -------------------- | -------- | ---------------------- |
| 03.11.1901 | RAP Amsterdam        | 1:2      | EFC Prinses Wilhelmina |
| 03.11.1901 | Volharding Amsterdam | 3:1      | Koninklijke UD 1875    |
| 03.11.1901 | Quick Amsterdam      | 2:0      | AVV Amsterdam II       |
| 03.11.1901 | Koninklijke HFC      | 0:2      | Vitesse Arnheim        |
| 03.11.1901 | HFC Haarlem          | 05:0 1   | Achilles 1894          |
| 03.11.1901 | Oranje Haarlem       | 2:100    | Steeds Voorwaarts      |
| 03.11.1901 | Ajax Leiden          | 00:5 2   | Swift Amsterdam        |
| 03.11.1901 | Swift Den Haag       | 0:5      | AVV Amsterdam          |
| 03.11.1901 | HVV 't Gooi          | 0:7      | AFC Quick 1890         |
| 03.11.1901 | Go Ahead Wageningen  | 4:1      | EDO Amsterdam          |

### Distrikt Süd
| Datum      |                     | Ergebnis |                      |
| ---------- | ------------------- | -------- | -------------------- |
| 03.11.1901 | HBS Craeyenhout     | 7:0      | Celeritas Rotterdam  |
| 03.11.1901 | Quick Den Haag      | 1:4      | DSVV Ouwe Schoen     |
| 03.11.1901 | DSV Concordia Delft | 3:1      | Volharding Rotterdam |
| 03.11.1901 | Sparta Rotterdam    | 2:7      | HVV Den Haag         |
| 03.11.1901 | Rapiditas Rotterdam | 7:1      | BVV Wilhelmina       |
| 03.11.1901 | Olympia Rotterdam   | 5:2      | HVV Den Haag II      |
| 03.11.1901 | Saturnus Rotterdam  | 1:3      | Unitas Rotterdam     |
| 03.11.1901 | NOAD Breda          | 5:0      | Achilles Rotterdam   |
| 03.11.1901 | Victoria Den Bosch  | 3:5      | Quick 1888           |
| 03.11.1901 | Olympia Middelburg  | 1:2      | Dordrechtsche FC     |

## 2. Runde

### Distrikt Nord
| Datum      |                        | Ergebnis |                     |
| ---------- | ---------------------- | -------- | ------------------- |
| 01.12.1901 | EFC Prinses Wilhelmina | 1:3      | Go Ahead Wageningen |
| 01.12.1901 | Vitesse Arnheim        | 8:0      | AFC Quick 1890      |
| 01.12.1901 | Volharding Amsterdam   | 5:1      | AVV Amsterdam       |
| 01.12.1901 | Steeds Voorwaarts      | 6:2      | Swift Amsterdam     |
| 01.12.1901 | HFC Haarlem            | 3:0      | Quick Amsterdam     |

### Distrikt Süd
| Datum      |                     | Ergebnis  |                     |
| ---------- | ------------------- | --------- | ------------------- |
| 01.12.1901 | HBS Craeyenhout     | 7:2       | Unitas Rotterdam    |
| 01.12.1901 | DSVV Ouwe Schoen    | 0:3       | Olympia Rotterdam   |
| 01.12.1901 | Rapiditas Rotterdam | 2:0       | HVV Den Haag        |
| 01.12.1901 | NOAD Breda          | 4:0       | Dordrechtsche FC    |
| 01.12.1901 | DSV Concordia Delft | 1:1 n. V. | Quick 1888          |
| 15.12.1901 | Quick 1888          | 2:0       | DSV Concordia Delft |

## Zwischenrunde

### Distrikt Nord
| Datum      |                   | Ergebnis |                     |
| ---------- | ----------------- | -------- | ------------------- |
| 12.01.1902 | Steeds Voorwaarts | 0:4      | Go Ahead Wageningen |

### Distrikt Süd
| Datum      |            | Ergebnis |                   |
| ---------- | ---------- | -------- | ----------------- |
| 17.01.1902 | NOAD Breda | 2:4      | Olympia Rotterdam |

## Viertelfinale
| Datum      |                      | Ergebnis |                     |
| ---------- | -------------------- | -------- | ------------------- |
| 02.02.1902 | Volharding Amsterdam | 3:0      | Go Ahead Wageningen |
| 02.02.1902 | HBS Craeyenhout      | 8:1      | Rapiditas Rotterdam |
| 02.02.1902 | Quick 1888           | 0:1      | HFC Haarlem         |
| 02.02.1902 | Olympia Rotterdam    | 2:1      | Vitesse Arnheim     |

## Halbfinale
| Datum      |                 | Ergebnis |                      |
| ---------- | --------------- | -------- | -------------------- |
| 24.03.1901 | HBS Craeyenhout | 8:0      | Olympia Rotterdam    |
| 24.03.1901 | HFC Haarlem     | 6:0      | Volharding Amsterdam |

## Finale
| HFC Haarlem                         | HFC Haarlem | HBS Craeyenhout | HBS Craeyenhout |
| ----------------------------------- | --- | --- | --------------- |
| HFC Haarlem                         | \| 8. Mai 1902 in Koekamp, Heemstede \| \| Ergebnis: 2:1 (1:1) \| \| Schiedsrichter: J. L. F. de Meijere \| \| Spielbericht \|                                                                  | \| 8. Mai 1902 in Koekamp, Heemstede \| \| Ergebnis: 2:1 (1:1) \| \| Schiedsrichter: J. L. F. de Meijere \| \| Spielbericht \| | HBS Craeyenhout |
| HFC Haarlem                         | Kobus Kerbert – Krijn Perk Vlaanderen, Piet Stol – Maus de Kock, Jhr. Floor van Styrum, Berend Gorter, Henk Reijers – Tien Bos, Jan van den Berg, Henri van Noppen, Coen Kerbert, Karel Pennink | Koopman – Toussaint, Van Lier – Rompies, De Kock, Slanger – Meyer, Lagerwey, De Bekker, Kamperdijk, Bekker.                    | HBS Craeyenhout |
| HFC Haarlem                         | 1:1 Jan van den Berg 2:1 Karel Pennink | 0:1 Bekker | HBS Craeyenhout |
| 8. Mai 1902 in Koekamp, Heemstede   | | |                 |
| Ergebnis: 2:1 (1:1)                 | | |                 |
| Schiedsrichter: J. L. F. de Meijere | | |                 |
| Spielbericht                        | | |                 |